# Прекрасна епоха

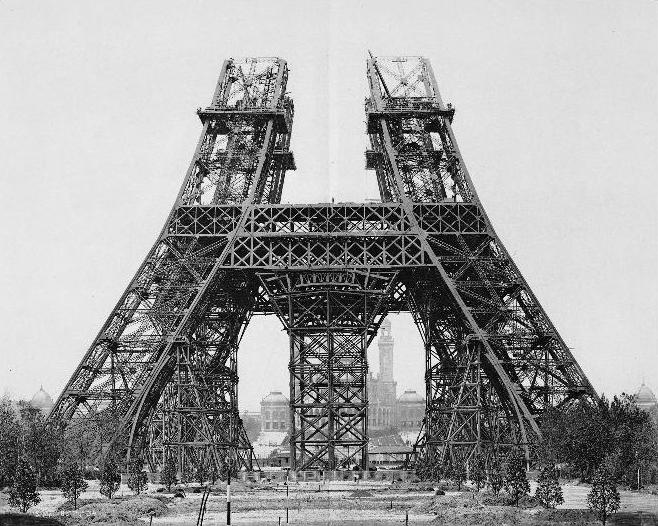
Будівництво Ейфелевої вежі, 1888

Прекрасна епоха (фр. Belle Époque фр. вимова: [bɛlepɔk]; або La Belle Époque) — умовне позначення періоду європейської історії між 1871 і 1914 роками. Для Франції це перші десятиліття Третьої республіки, для Великої Британії — роки правління короля Едуарда VII. Символами розкішної і безтурботної прекрасної епохи стали помпезний бразильський театр «Амазонас» (1896) і шикарний лайнер «Титанік» (1912).

## Історична характеристика
Сама формула народилася й укоренилася після Першої світової війни і за контрастом з її травматичним досвідом. Словосполучення вказує на період прискореного технічного прогресу, економічних успіхів, миру в політичних відносинах, розквіту культури у Франції, Великій Британії, Австро-Угорщині, Німеччині, Італії, Бельгії та інших після Франко-Прусської війни і занепаду 1870—1880-х років, разом з тим ностальгічно відзначаючи передвоєнну чверть століття як безповоротно минулі часи.

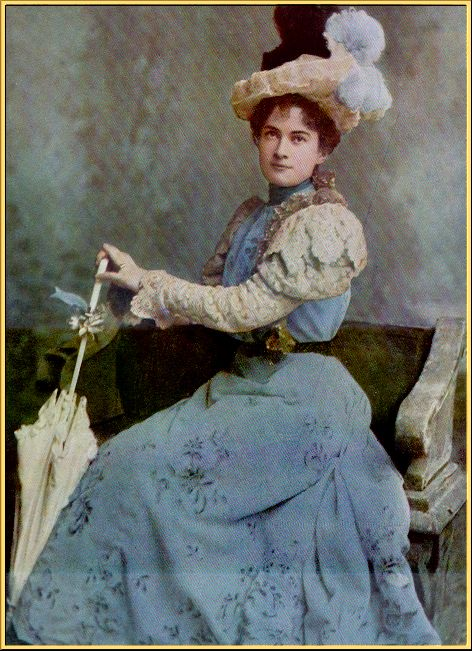
«Модна красуня» (актриса), 1892

Це вік автомобілебудування і повітроплавання, бульварів і кафе, кабаре і морських купань, час розквіту фотографії, народження кіно і появи метро (з 1863 року), успіхів природничих наук, новітніх технологій і медицини, становлення соціології і етнографії, археологічних відкриттів, модерну і модернізму в мистецтвах та літературі, суперечки навколо «жіночого питання» і початку суфражистського руху, зародження більшовизму.

## Масова культура і мода

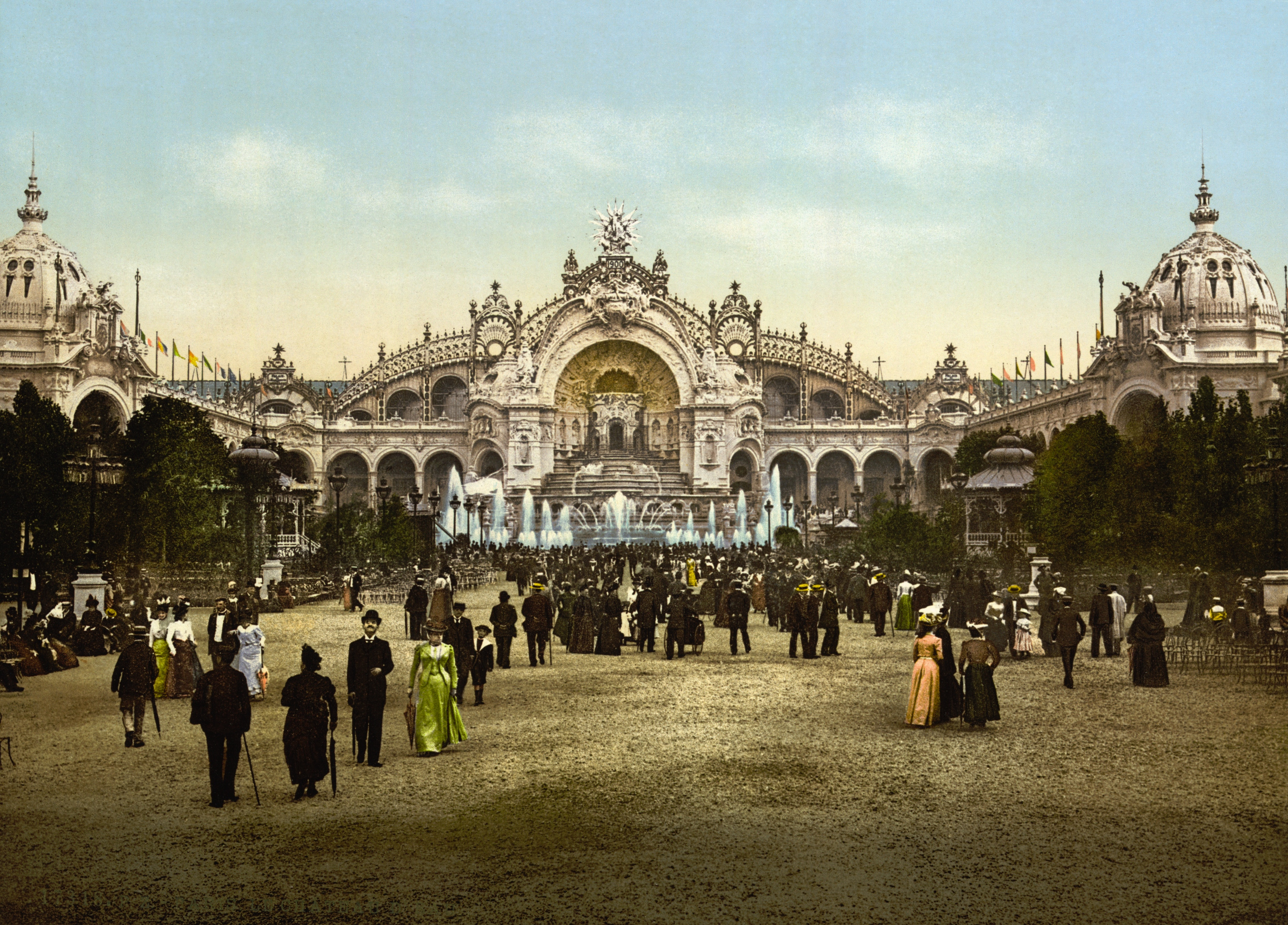
Всесвітня виставка 1900 року в Парижі.

Дві руйнівні світові війни та їхні наслідки зробили Прекрасну епоху часом життєрадісності на противагу труднощам 20-го століття. На відміну від початку 20-го століття, Прекрасна епоха — час відносного миру і процвітання. Це також період стабільності, яким насолоджувалася Франція після метушні у перші роки французької Третьої республіки, починаючи з поразки Франції у Франко-пруській війні, періоду Паризької комуни і падіння генерала Жоржа Ернеста Буланже. Поразка Буланже і святкування, пов'язані з Всесвітньою виставкою 1889 року у Парижі, знаменували початок епохи оптимізму і достатку. Французький імперіалізм знаходився на стадії розквіту. Франція була культурним центром світового впливу, а її освітні, наукові і медичні установи знаходились на провідних місцях в усій Європі.
Проте, реальне життя Парижу і Франції було не зовсім таким вже й прекрасним. Багато людей із нижчих класів суспільства ніколи не зазнавали чудес і розваг Прекрасної епохи. Бідність залишалася численною у міських нетрях Парижа і серед селян протягом десятиліть після закінчення Прекрасної епохи. Справа Дрейфуса викрила темні реалії французького антисемітизму і урядової корупції. Протягом періоду регулярним був конфлікт між урядом та Римо-католицькою церквою. Деякі представники художньої еліти бачили кінець століття в песимістичному світлі.
Ті, хто був у змозі отримувати вигоди із процвітання тяжіли до нових форм легкої розваги в час Прекрасної епохи, і паризька буржуазія, або успішні промисловці, яких називали нові багатії, стають усе залежнішми від звичок і примх міського елітного соціального класу, відомого в народі як Tout-Paris («весь Париж», або «всі у Парижі»). Казино де Парі відкрилося у 1890 році. Для менш заможної громадськості Парижа, розваги забезпечували кабаре, бістро і концертні зали.
Кабаре Мулен Руж є пам'яткою Парижа і залишається відкритим до сьогодні. Фолі-Бержер — ще одне визначне місце. Бурлескний стиль виконання був більш поширеним у Парижі Прекрасної епохи, ніж у більш стриманих містах Європи та Америки. Ліана де Пужі, танцівниця, світська левиця і куртизанка, добре відома у Парижі як головна виконавиця у найвідоміших кабаре. Танцівниці Прекрасної епохи, такі як Ля Ґулю і Жанна Авріль були паризькими знаменитостями, які слугували моделями для портретного плакатного мистецтва Тулуз-Лотрека. Танець «канкан» — популярний у 19 столітті стиль кабаре, який протягом епохи часто малював на плакатах Тулуз-Лотрек.
Ейфелева вежа, побудована як парадний вхід на Всесвітню виставку 1900 року, що відбувалася у Парижі, стала традиційним символом міста для його жителів і відвідувачів з усього світу. Париж серйозно змінили реформи Другої французької імперії в архітектурі міста і наданні громадських благ. Османська реконструкція Парижа змінила житлові будівлі, план вулиць і зелених насаджень.
Дешеве вугілля і дешева робоча сила сприяли культові орхідей і зробили можливим вдосконалення фруктів, вирощених під склом. Екзотичне пір'я та хутра вважалися дуже модними, більше ніж будь-коли раніше, а поняття от кутюр, було винайдене у Парижі у середині Прекрасної епохи, коли мода почала змінюватися за річним циклом. У Парижі, ресторани, такі як «Maxim's» набули нового блиску і штампу місць для багатих. Maxim's був, напевно, найексклюзивнішим рестораном міста. Богемний спосіб життя набув чарівності й через проведення часу у кабаре на Монмартрі.
Популярність французької кухні продовжує зростати серед європейських гурманів під час Прекрасної епохи. Слово «ritzy», що означає «розкішний» було винайдене в цю епоху, посилаючись на розкішну атмосферу і відвідувачів готелю «Рітц». Шеф-кухар і співвласник «Рітц», Огюст Еськофье, видатний французький шеф-кухар часу Прекрасної епохи, осучаснив французьку високу кухню, також доклав чимало зусиль, щоб поширити свою репутацію за кордоном за допомогою бізнес-проєктів у Лондоні. Шампанське доведене до досконалості в час Прекрасної епохи. Алкогольний дух абсенту названий багатьма модерними митцями музою та натхненням, можна бачити в значній частині витворів мистецтв того часу.
Великим громадським будівлям, таким як Опера Ґарньє віддані величезні простори для створення інтер'єру у стилі ар-нуво. Після середини 19-го століття, залізниці пов'язували всі великі міста Європи із Французькою Рив'єрою і курортними містами, такими як Біарріц, Довіль, Віші, Аркашон. Екіпажі строго розділені на перший і другий клас, але супер-багачі почали замовляти приватні вагони, для підкреслення своєї пишної розкоші.